# Кевін Ранкін
Кевін Ранкін (англ. Kevin Rankin) — американський актор. Відомий ролями Тайлера Бріггса у серіалі «Травма», Роу Сендерса у серіалі «Незабутнє», Кенні у серіалі «Пуститися берега» та «Диявола» у кримінальній драмі «Правосуддя».

## Біографія
Народився 18 квітня 1976 року у Батон-Ружі, Луїзіана, США. Має три старші сестри. Коли йому виповнилося одинадцять, разом із батьками переїхав до Г'юстона, де й закінчив школу. 2000 року переїхав до Лос-Анджелеса, а 23 жовтня 2010 року одружився з Джілл Фарлі. Разом пара має спільну дитину.

## Кар'єра
Після перегляду телевізійної програми «Каскадери» (The Fall Guy) мріяв стати трюкачем, однак, дізнавшись, що головний герой (Лі Мейджорс) насправді всього лишень актор, вирішив стати на стезю акторської діяльності. Ранкін почав свою телевізійну кар'єру появою на шоу «Нерозгадані таємниці». 1997 року виконав невелику роль у драмі «Апостол», а 2002 року вже зіграв роль "Дока" у ситкомі «Мій посібник як стати рок зіркою» (всього 11 епізодів). Також грав довготривалі ролі у ситкомі «Хто не визначився», драматичному серіалі «Клієнт завжди мертвий», комедійній драмі «Душевний стан», науково-фантастичній драмі «Біо-баба» та драматичному серіалі «Нічні вогні п'ятниці». 2009 року виконав роль Тайлера Бріггса у серіалі «Травма» (після 1 сезону серіал закрили; всього 18 епізодів). 2001 року як запрошений актор з'явився у п'яти епізодах драми «Велике кохання». З 2011 по 2012 роки входив до головного акторського складу серіалу «Незабутнє». А 2016 року зіграв роль поліцейського у першому сезоні серіалу «Люцифер».

## Фільмографія

### Кіно
| Рік  | Назва                    | Оригінальна назва               | Роль              | Примітки        |
| ---- | ------------------------ | ------------------------------- | ----------------- | --------------- |
| 1997 | Апостол                  | The Apostle                     | Молодик в автівці |                 |
| 1999 | Чисті гроші              | Clean and Narrow                | Томмі Лі          |                 |
| 2001 | Чемпіон                  | Carman: The Champion            | Скреппі           |                 |
| 2003 | Прибережна смуга         | Riverside                       | Брент             | короткометражка |
| 2003 | Халк                     | Hulk                            | Гарпер            |                 |
| 2005 | Гедс і Тейлс             | Heads N TailZ                   | Гедс              |                 |
| 2007 | Коробка один сорок сім   | Box One Forty-Seven             | Білл              | Короткомктражка |
| 2010 | Дружба!                  | Friendship!                     | Марвін            |                 |
| 2011 | Супровідник              | The Chaperone                   | Голді             |                 |
| 2012 | Князь темряви: Спадок    | Santeria: The Soul Possessed    | Ніл               |                 |
| 2012 | Мої вітання!             | Congratulations                 | Кейсі Треблей     | Співпродюсер    |
| 2013 | Хроніки ломбарду         | Pawn Shop Chronicles            | Ренді             |                 |
| 2013 | Далласький клуб покупців | Dallas Buyers Club              | Тіджей            |                 |
| 2013 | Штурм Білого дому        | White House Down                | Кіллік            |                 |
| 2014 | Дика                     | Wild                            | Грег              |                 |
| 2014 | Світанок планети мавп    | Dawn of the Planet of the Apes  | МакВей            |                 |
| 2016 | Будь-якою ціною          | Hell or High Water              | Біллі Рейберн     |                 |
| 2018 | Хмарочос                 | Skyscraper                      | Рей               |                 |
| 2019 | Ель Каміно               | El Camino: A Breaking Bad Movie | Кенні             |                 |

### Телебачення
| Рік         | Назва                                     | Оригінальна назва                                  | Роль                       | Примітки                         |
| ----------- | ----------------------------------------- | -------------------------------------------------- | -------------------------- | -------------------------------- |
| 1997        | Нерозгадані таємниці                      | Unsolved Mysteries                                 |                            |                                  |
| 2000        | Після різних ударів: Коли припинився сміх | After Diff'rent Strokes: When the Laughter Stopped | Ленні                      | телефільм                        |
| 2000        | Баффі — переможниця вампірів              | Buffy the Vampire Slayer                           | Донні Маклей               | Епізод: Family                   |
| 2001        | Спін-сіті                                 | Spin City                                          | Курт                       | Епізод: «Trainstopping»          |
| 2001–2003   | Хто не визначився                         | Undeclared                                         | Люсьєн                     | 4 епізоди                        |
| 2002        | Філлі                                     | Philly                                             | Марті Шлоссер              | Епізод: «Tall Tales»             |
| 2002        | Поліція Нью-Йорка                         | NYPD Blue                                          | Кріс Нельсон               | Епізод: «One in the Nuts»        |
| 2002        | Хижі птахи                                | Birds of Prey                                      | Доктор Левіс Млфін         | Епізод: «Three Birds and a Baby» |
| 2002        | Мій посібник як стати рок зіркою          | My Guide to Becoming a Rock Star                   | Док                        | 11 епізоди                       |
| 2003        | Все про Андерсонів                        | All About the Andersons                            | —                          | Режисерr, епізод: «My Hero»      |
| 2004        | Чужа сім'я                                | The O.C.                                           | Люкас                      | Епізод: «The Strip»              |
| 2004        | Без сліду                                 | Without a Trace                                    | Леррі Шнайдер              | Епізод: «Transitions»            |
| 2005        | Клієнт завжди мертвий                     | Six Feet Under                                     | Джонні                     | 4 епізоди                        |
| 2006        | Кістки                                    | Bones                                              | Майк Дойл                  | Епізод: «The Man in the Morgue»  |
| 2006–2008   | Нічні вогні п'ятниці                      | Friday Night Lights                                | Герк                       | 21 епзод                         |
| 2007        | CSI: Місце злочину                        | CSI: Crime Scene Investigation                     | Шон Куртіс                 | Епізод: «Leaving Las Vegas»      |
| 2007        | Анатомія Грей                             | Grey's Anatomy                                     | Джек Вон                   | 2 епізоди                        |
| 2007        | Душевний стан                             | State of Mind                                      | Артур Кромвелл             | 3 епізоди                        |
| 2007        | Біо-баба                                  | Bionic Woman                                       | Натан                      | 7 епізодів                       |
| 2008        | Закон і порядок                           | Law & Order                                        | Дін Емерсон                | Епізод: «Misbegotten»            |
| 2008        | NCIS: Полювання на вбивць                 | NCIS                                               | Денніс Моран               | Епізод: «Stakeout»               |
| 2008        | Мене звати Ерл                            | My Name Is Earl                                    | Тіар                       | Епізод: «Killerball»             |
| 2008        | Нишпорка                                  | The Closer                                         | Дін Мерфі                  | Епізод: «Live Wire»              |
| 2008        | 1 %                                       | 1 %                                                |                            | телефільм                        |
| 2009        | Останній Нінт                             | Last of the Ninth                                  | Слік Рік                   | Телефільм                        |
| 2009        | Загублені                                 | Lost                                               | Джеррі                     | Епізод: «LaFleur»                |
| 2009        | На видноті                                | In Plain Sight                                     | Джеррі Роган / Джеррі Роял | Епізод: «In My Humboldt Opinion» |
| 2009–2010   | Травма                                    | Trauma                                             | Тайлер Бріггс              | 20 епізодів                      |
| 2010        | Менталіст                                 | The Mentalist                                      | Денні Раскін               | Епізод: «Cackle-Bladder Blood»   |
| 2010        | Усі признаки смерті                       | All Signs of Death                                 | Телбод                     | Пілотний епізод                  |
| 2010        | Шанси                                     | The Odds                                           | Holt McCready              | Телефільм                        |
| 2010–2012   | Правосуддя                                | Justified                                          | Диявол                     | 8 епізодів                       |
| 2011        | Теорія брехні                             | Lie to Me                                          | Кент Кларк                 | Епізод: «Saved»                  |
| 2011        | Велике кохання                            | Big Love                                           | Верлан Вокер               | 5 епізодів                       |
| 2011–2012   | Незабутнє                                 | Unforgettable                                      | Роу Сендерс                | 22 episodes                      |
| 2012–2013   | Пуститися берега                          | Breaking Bad                                       | Кенні                      | 7 епізодів                       |
| 2014        | Грейспойнт                                | Gracepoint                                         | Пол Коатес                 | 10 епізодів                      |
| 2014        | Новини                                    | The Newsroom                                       | Співкамерник               | Епізод: «Oh Shenandoah»          |
| 2015        | Зупинись і гори                           | Halt and Catch Fire                                | Генрі Кларк                | 2 епізоди                        |
| 2016        | Люцифер                                   | Lucifer                                            | Малкольм Грегем            | 7 епізодів                       |
| 2017 - 2022 |                                           | Claws                                              | Брайс Гуссер               | головна роль                     |
| 2020        | Академія Амбрелла                         | The Umbrella Academy                               | Елліот                     | 6 епізодів                       |